# Polus temporalis
De polus temporalis of slaappool is het vrije uiteinde van de temporale kwab van de grote hersenen.

## Schorsvelden
In de hersenkaart van Brodmann bedekt de area temporopolaris (area 38) de polus temporalis.